# Карамян Артавазд Суренович
Артавазд Карамян (вірм. Արտավազդ Քարամյան, нар. 14 листопада 1979, Єреван) — колишній вірменський футболіст, нападник. Має брата-близнюка Армана, який також був професійним футболістом.
Насамперед відомий виступами за «Рапід» (Бухарест) та «Тімішоару», а також національну збірну Вірменії.

## Клубна кар'єра
У дорослому футболі дебютував 1996 року виступами за команду «Арабкір», в якій провів один сезон, взявши участь лише у 7 матчах чемпіонату.
Після цього перейшов до «Пюніка», в якому з перервами грав до 2003 року, здобувши з командою золотий дубль.
Згодом грав у складі грецької «Панахаїкі» та українського «Арсенала» (Київ), проте в жодній з команд не зміг стати основним гравцем.
Своєю грою за останню команду привернув увагу представників тренерського штабу «Рапіда» (Бухарест), до складу якого приєднався 2004 року. Відіграв за бухарестську команду наступні три сезони своєї ігрової кар'єри.
2007 року уклав контракт з «Тімішоарою», в якій вже виступав його брат. У складі нового клубу провів наступні три роки своєї кар'єри гравця. Більшість часу, проведеного у складі «Тімішоари», був основним гравцем команди.
Протягом 2010–2010 років захищав кольори команди клубу «Стяуа».
Протягом 2010 року недовго захищав кольори «Стяуа».
До складу клубу «Уніря» (Урзічень) приєднався в середині вересня 2010 року і за наступний сезон встиг відіграти за команду з міста Урзічень 3 матчів в національному чемпіонаті, після чого завершив ігрову кар'єру у нижчоліговому румунському клубі «Клінчень», де провів ще два сезони.

## Виступи за збірну
9 січня 2000 року дебютував в офіційних матчах у складі національної збірної Вірменії в товариській грі зі збірною Гватемали, яка завершилася з рахунком 1-1. 
Всього за одинадцять років провів у формі головної команди країни 51 матчі, забивши 2 голів.

## Титули і досягнення
- Чемпіон Вірменії (3):

«Пюнік»: 2001, 2002, 2003
- Володар Кубка Вірменії (1):

«Пюнік»: 2002
- Володар Суперкубка Вірменії (2):

«Пюнік»: 1997, 2002
- Володар Кубка Румунії (2):

«Рапід» (Бухарест): 2005-06, 2006-07